# ITSUKA
ITSUKA（イツカ）は、日本のシンガーソングライター、クリエイティブ・ディレクター、MC。AMP UPオーナー。フリーランス。自主レーベルはHAT FreaK (日本)。東京都出身。

## 概要
音楽制作、映像制作、アートディレクションをセルフで行うマルチなシンガーソングライター。博士コムの『シンガーソングライターを探せ!』オーディション2017にて最優秀グランプリ受賞。音楽特化型撮影スタジオ・制作プロダクション『AMP UP』のオーナーとしても知られ、これまでに、Char、マーティ・フリードマン 、押尾コータロー、杉山清貴、DRUM TAOら、様々なアーティストの番組制作、MVなどを手がける。2023年に、オメガトライブのメンバー等と「酒場ティックいつかバンド」を結成。

## 来歴
2015年
- ITSUKAがボーカルとギターを担当していたバンドUNNATURALが活動休止、ソロ活動をスタート。同年、9月1日にリリースした1stソロシングル「Connection」は、アメリカ映画「Love in Tokyo」の主題歌に使用される[1]。

2016年
- 楽器レビューやインタビューを行うYouTube番組『ITSUKA morning TV』をスタート。（2021年に『ITSUKA TV』にチャンネル名を変更）
- 3月25日  シングル「SAKURA...LaLaLa」をHAT FreaKより配信リリースし、女性専用シェアハウス「ハナサカス」のCMソングに使用される[2]。
- 4月には、日本人女性バンドDIRTRUCKSのヨーロッパツアー（イギリス、フランス、ドイツ、ポーランド）にベーシスト、英語のMC担当として同行[3]。

2017年
- 世界最大級楽器見本市『NAMM SHOW』にてアメリカ現地取材を『ITSUKA TV』で初めて行う。その後、『NAMM SHOW』公認メディアに認定される[4]。
- 10月10日  6曲入りフォトブック「GUITARS & HATS」を発売。全曲の作詞、作曲、ギター演奏を担当[5]。
- 12月 博士コムの『シンガーソングライターを探せ!』オーディションにて最優秀グランプリ受賞。受賞曲は、以前からライブで人気があった「W.A.B.K.(ワケあり物件)」[6]。

2018年
- 1月、『NAMM SHOW』にて 『Player』のカメラマンも担当。
- 4月17日 フォトブック「GUITARS & HATS」をHAT FreaKより配信リリース。

2019年
- ZOOM などのチュートリアル動画のMC、制作をスタート[7]。
- 5月に開催された  『Sound Messe in Osaka』にオフィシャルレポーターとして参加。SNSやYouTubeマーケティングを担う。
- 10月-12月 D.I.Y.型クラウドファンディング『ITSUKA MUSIC VIDEO PROJECT』を決行し、目標金額を達成。12月5日に上映会を開催[8]。

2020年
- 1月10日「MUSIC VIDEO PROJECT」をHAT FreaKより配信リリース「Wind and Breeze」が『HONEY MUSIC ROAD」のテーマソングに使用される[9]
- 4月5日 音楽/撮影スタジオ『AMP UP』をオープン。オーナーとなる。Char、野村義男、奥田民生、佐藤タイジなどがサービスを利用。
- TRICERATOPSなどの生配信ライブの配信ディレクターを担う。
- 5月 バンドUNNATURALのベスト・アルバム『Memory Card』リリース。売上は赤十字社を通して寄付するプロジェクト[10]。
- 9月から、女性メタルバンドLOVEBITESのMIYAKOのYouTube番組『Metal TV』をプロデュース。
- 12月の『2020楽器フェアオンライン』では、スタジオ『AMP UP』からヤマハを中心に様々なコンテンツが配信される。

2021年
- 2月14日  TOKYO FM開局50周年記念 村上春樹プロデュース「MURAKAMI JAM～いけないボサノヴァ Blame it on the Bossa Nova～」の配信ディレクターを担当。
- 5月  杉山清貴&オメガトライブ 『SUGIYAMA KIYOTAKA The open air live “High & High” 2021』の撮影などを担当。
- 9月 中村中DVD『私』内『LIVE2021僕らは半人前・改』の編集を担当。
- 11月から押尾コータローのYouTube『押尾の推し』の企画・制作をスタート、ディレクターとして携わる。
- 12月マーティ・フリードマンのMV「For a Friend」の監督・制作を担当。公開直前生配信にも出演。

2022年
- 4月  ヤマハ遠隔合奏サービスSYNCROOMのプロモーション動画に出演。制作も手がける。
- 8月5日 EP『RED Episode 1』がリリースされる。楽曲制作には安部潤、角田順が参加[11]。
- 8月  マーティ・フリードマンMV『風が吹いている』のオフショット動画の制作。
- 11月2日発売  杉山清貴DVD『SUGIYAMA KIYOTAKA THE OPEN AIR LIVE "HIGH AND HIGH" 2022 LIVE AT "HIBIYA YAON"』の特典映像の企画・制作。
- 12月  AIの全国ツアー『AI“DREAM TOUR“』のファイナルに向けたカウントダウン動画をプロデュース。

2023年
- 1月 文化庁 x マーティ・フリードマン日本遺産のテーマソングのMVの監督と制作を担当。
- 3月〜7月ROCK FUJIYAMA EXPRESSのディレクター・制作を担当。 メガデスの特集番組等を制作。
- 4月 DRUM TAOのプロモーション動画、ウェブページを制作。
- 5月 『サウンドメッセ in 大阪』にてCharのスペシャルトークショーのMCを担当。
- 6月 Marty Friedman “SHUKUMEI” MVを監督・制作。
- 10月 杉山清貴 Blu-ray/DVD『SUGIYAMA.KIYOTAKA“High&High”2023 HIBIYA YAON』特典映像をプロデュース。
- 9月  AI “RESPECT ALL TOUR”のSNS用のプロモーション動画制作。
- 12月  ヤマハ トランスアコースティックギターのSNSプロモーションを担当。

2024年
- 2月 AI “RESPECT ALL TOUR” のプロモーション動画
- 3月 Macbeth Studios Tokyo『HORINAO X CYPRESS HILL』のドキュメンタリーを制作  ZOOM CORPORATION創業40周年記念・社史動画を制作
- 4月 Char x Tully Ryan『LAID BACK SESSION』をプロデュース。
- 6月 YAMAHA『SYNCROOM Ver.2』のプロモーション＆チュートリアル動画を制作。

## 出演

### WEB番組
- ITSUKA公式YouTubeチャンネル『ITSUKA morning TV』開始、2016年1月27日-[12]
- ZOOM製品のチュートリアル動画MC、制作を担当（2018年-）
- Cross Bridge（SHINOS AMP）企画『The SAMURAI Road Crew』にてMC、制作を担当。　[13]2018年12月-
- 『HONEY MUSIC ROAD』プロデューサー、MC、制作を担当、2019年11月-
- ヤマハヨーロッパ企画『WAY UP』のモデレーターを担当、2020年3月
- Charのワークショップ『Singing Guitar 2020』ディレクター、MC、制作を担当[1]2020年6月-
- ヤマハ遠隔合奏サービス『SYNCROOM』のチュートリアル動画MC、制作を担当、2020年7月-
- Women In Music Japan主催『#WIMCHAT』にゲスト出演[14]、2020年11月26日
- 『2020楽器フェアオンライン』にMC出演。野村義男、竹内アンナ、Anly、久保琴音と共演。
- 『2021 ITSUKA TV』にて、芳野藤丸、杉山清貴と共演。
- マーティ・フリードマン公式YouTubeチャンネル初生配信ディレクター、MCを担当、2021年12月24日
- 押尾コータロー公式YouTube『押尾の推し』ディレクターを担当。時々、声で出演。2021年11月-

### イベント
- 『東京モーターサイクルショー2016』ドゥカティ・スクランブラー・ブースにてDJ出演[15] 2016年3月25日
- ABARTH SHOTO主催  『Italian Night Out』にDJとして出演[16]2016年11月5日
- 『楽器フェア2016』にZOOM ARQのデモンストレーターとして出演[17]2016年11月5・6日
- 『博士の不動産賃貸経営フェア2017』に出演[18]2017年5月・11月
- 東京ドームで開催された『世界らん展日本大賞』に、フラワーアーティスト小林祐治と共にゲスト出演、2018年2月
- 新宿プリンスホテル『ミュージックカウンドダウン』に出演[19]2018年12月31日
- 名古屋で開催された愛知県国際展示場のオープニングイベント『AICHI IMPACT! 2019』の ヤマハⅹNTTブースに出演[20]（2019年8月30日-9月1日）
- アメリカで開催された『NAMM Show』にてSHINOS AMPブースで演奏[21]（2019年1月）

### テレビ
- NHKワールドTV『Great Gear』にZOOM ARQのデモンストレーターとして出演、2016年10月
- NHK教育テレビジョン『ららら♪クラシック』にVTR出演、2020年7月

### 新聞
- 夕刊フジにスタジオAMP UP の紹介記事が掲載、2022年4月

### ラジオ
- ふくしまFMのラジオ番組『Radiobox BARBON』に2019年4月〜7月レギュラー出演[22]

### CM
- 『エクスペディア』TV-CMに出演[23]2016年12月
- ヤマハ遠隔合奏サービス『SYNCROOM』WEB CM出演。制作も手がける[24]2020年7月,2022年4月

### その他
- 長野県『横谷温泉』にて、年に1・2回、ロビーライブを開催。2016年-
- セコム介護付有料老人ホーム『アライブ世田谷下馬』にて、レギュラーコンサートスタート。2018年-

## 楽曲提供
- 株式会社ZOOM 公式チュートリアル動画のBGMの作曲・編曲。2018年
- ひぐちグループ の70周年記念ソング 2曲の編曲・歌唱。2021年
- OMデジタルソリューションズ 公式YouTube番組のBGM。作曲・編曲。2021年
- YAMAHAのアプリ『piano evoce β』のサンプル楽曲「Butterfly」の作詞・作曲・プロデュース。 2024年

## 人物
プライベートで好きなお酒レッド・アイを世に広げるべく「レッドアイ推進委員会」代表を務める。
帽子コレクターで、ほぼ毎日帽子を被っている。
100種類以上の帽子を所有、スタジオ『AMP UP』でその一部を展示している。
自身のレーベルの名前は、帽子にちなんで『HAT FreaK（ハットフリーク）』。

## ディスコグラフィー

### シングル
| 枚          | 発売日        | タイトル         | 収録曲           | 規格 | 備考         |
| ----------- | ------------- | ---------------- | ---------------- | ---- | ------------ |
| 1stシングル | 2015年9月1日  | Connection       | Connection       |      | デジタル配信 |
| 2ndシングル | 2016年3月25日 | SAKURA... LaLaLa | SAKURA... LaLaLa |      | デジタル配信 |

### EP
| 枚     | 発売日                                                   | タイトル            | 収録曲 | 規格 | 備考         |
| ------ | -------------------------------------------------------- | ------------------- | --- | ---- | ------------ |
| 1st EP | 2017年10月10日(フォトブック) 2018年4月17日(デジタル配信) | GUITARS & HATS      | 1. Woman In Tub 2. Miss Tambourine 3. Talk About Love 4. Religious Devotion 5. Start Over 6. You'll So Fool |      | デジタル配信 |
| 2nd EP | 2020年1月10日                                            | MUSIC VIDEO PROJECT | 1. Wind and Breeze 2. Just One Night 3. If you really love me 4. W.A.B.K.                                   |      | デジタル配信 |
| 3rd EP | 2022年8月5日                                             | RED Episode 1       | 1. 100 times 2. Cheers 3. Where's the moonlight?                                                            |      | デジタル配信 |
| 4th EP | 2023年4月17日                                            | RED Episode 2       | 1. RED EYE BLUES 2. Hey Taxi 3. Stars                                                                       |      | デジタル配信 |